# F-Secure
F-Secure (ранее Data Fellows) — финская компания, занимающаяся разработкой инструментов информационной безопасности и приватности, со штаб-квартирой в Хельсинки. Компания имеет 20 международных офисов и представлена в более чем 100 странах мира. Лаборатории безопасности находятся в Хельсинки и Куала-Лумпуре, Малайзия. Компания разрабатывает и продаёт антивирус, менеджер паролей, корпоративные системы контроля доступа и другие продукты и сервисы, связанные с безопасностью.

## История
F-Secure была основана Петри Алласом (фин. Petri Allas) и Ристо Сииласмаа (фин. Risto Siilasmaa) в 1988 году под названием Data Fellows. Data Fellows занималась обучением пользователей работе за компьютерами и создавала базы данных на заказ. Через 3 года компания выпустила свой первый большой проект в области прикладного обеспечения и разработала эвристический сканер для антивирусов. В 1994 году компания представила первую версию собственного антивируса для Microsoft Windows. В 1999 году Data Fellows сменила название на F-Secure.
В июне 2015 года F-Secure приобрела датскую компанию nSense, которая специализировалась на консалтинге в области безопасности и управления уязвимостями. В феврале 2017 года F-Secure купила частную итальянскую компанию Inverse Path, занимавшуюся безопасностью авионики, автомобильных узлов и индустриального оборудования.